# Mill del sol

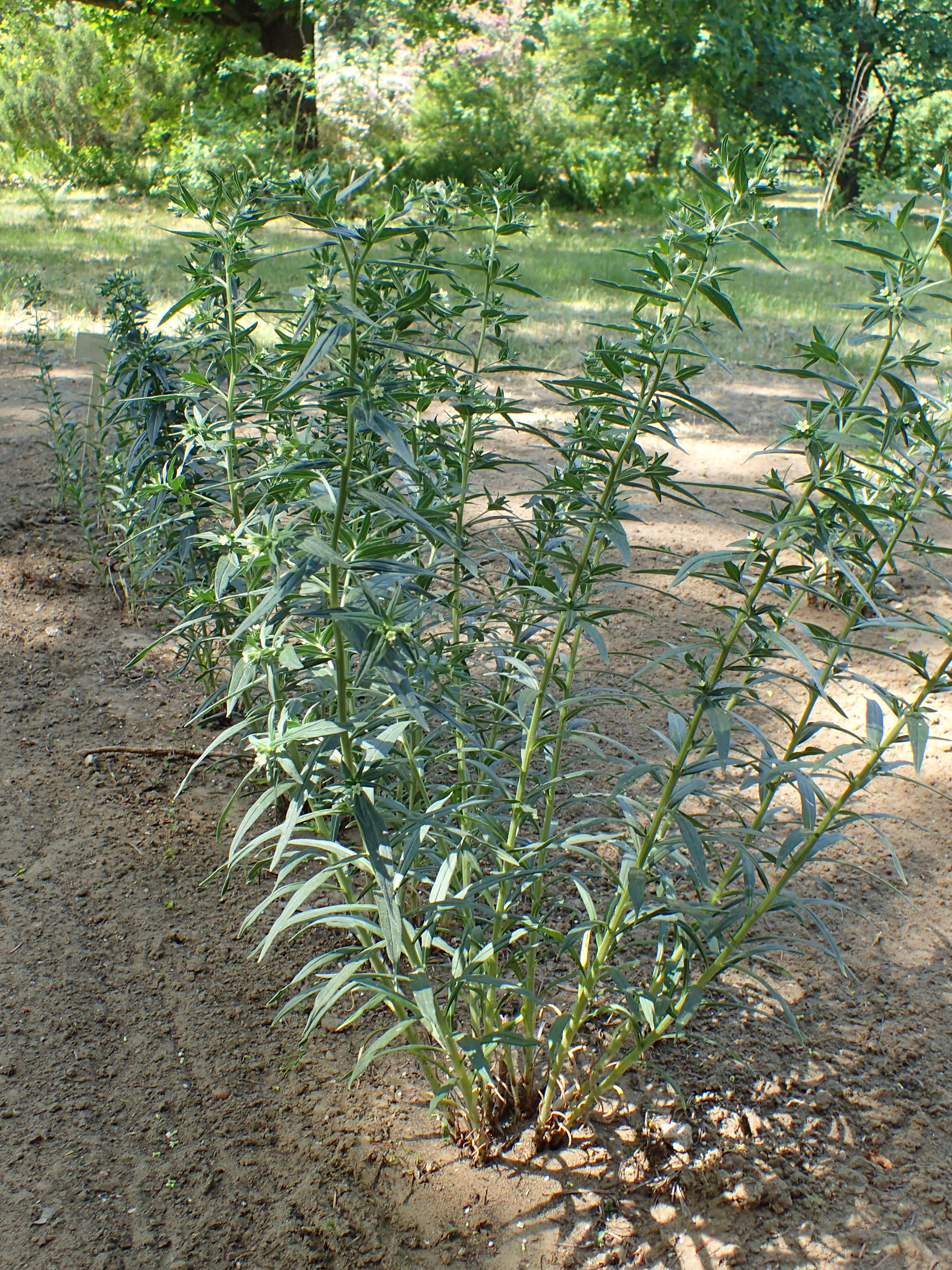
Aspecte general de la planta

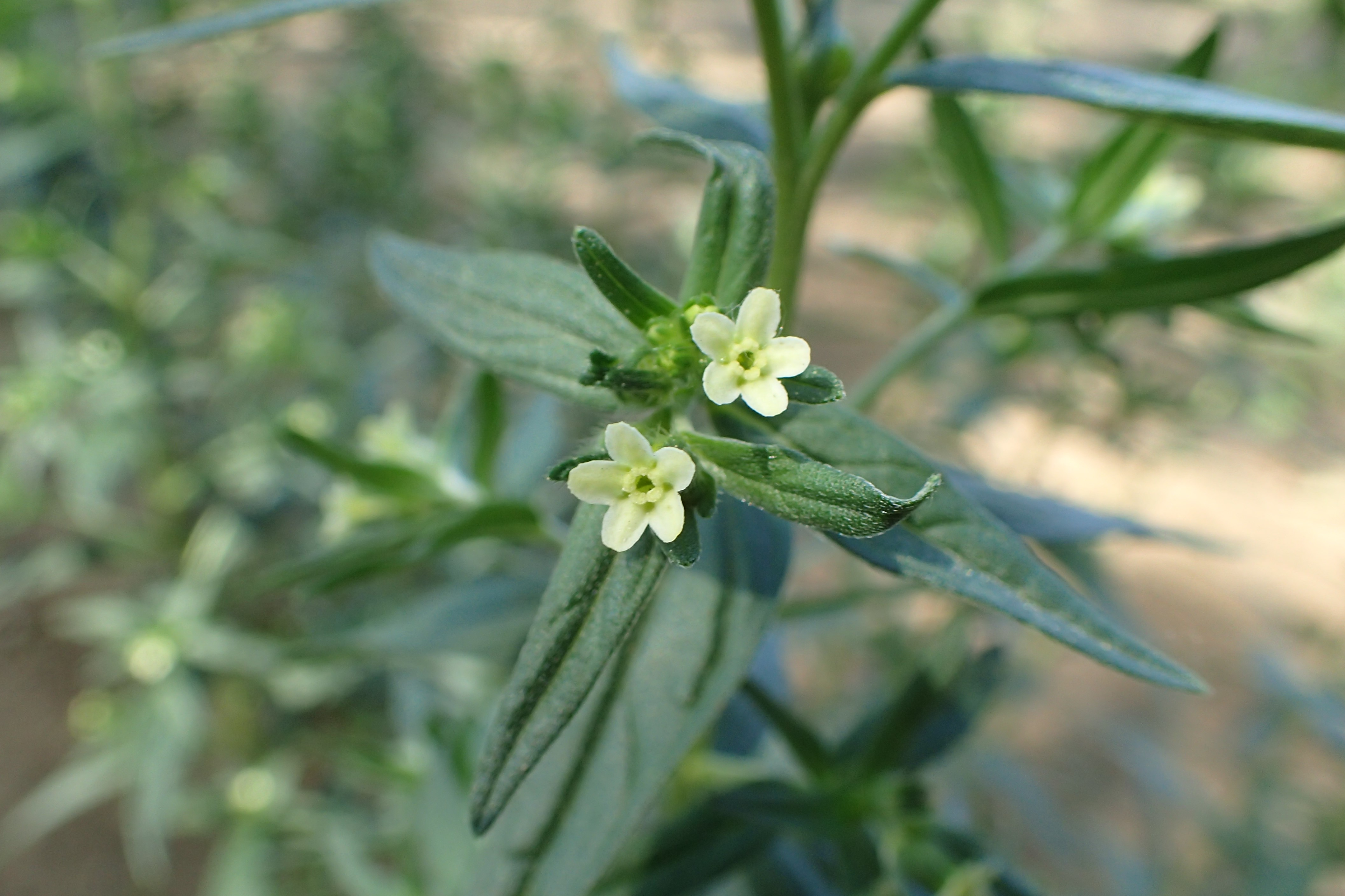
Flors

El mill de sol o herba sanguinària (Lithospermum officinale) és una espècie de planta amb flors del gènere Lithospermum dins la família de les boraginàcies (Boraginaceae). És una planta nativa d'Europa, Sibèria, l'Himàlaia i parts d'Àsia central i occidental. S'utilitza com a medicina i a l'alimentació humana.
Addicionalment pot rebre els noms de grana dura, granadura, herba de desfer les pedres dels ronyons, herba de l'ull del sol, herba de la pedra, herba de la pedreta, herba de les pedres, herba de pedra, herba de set sagnies, herba del granet, herba del mal de pedra, herba pedrera, herba pedrera de muntanya, herba ronyonera, mill, mill bord, mill del sol, mill gruà, mill roquer, mill solar, millet del sol, planta per al mal de pedra, te, te de camí, te de gra, te de Miranda i te del sol. També s'han recollit les variants lingüístiques herba de set sangries, migronà, milagrosa i mill-del-sol.

## Descripció
El mill del sol es pot classificar segons la forma vital de Raunkjaer com a hemicriptòfit rizomatós. És una mata erecta que mesura entre 20 i 100 cm d'alçada que se sustenta sobre una rel axonomorfa. D'aquesta surten tiges herbàcies d'uns 7 mm de diàmetre, molt ramificades a la part superior i desfullades a la inferior.
Les seves nombroses fulles són lanceolades (és a dir, de forma de ferro de llança o una mica més estretes) i agudes. Són enteres segons la divisió del marge i herbàcies pel que fa a la textura. Es disposen d'una manera alternada, i la seva mida oscil·la entre els 5 i els 10 cm de llargada. Els nervis prominents destaquen la seva nervadura pennada. La pilositat és de tipus hirsut, ja que tant el calze com la tija estan coberts d'uns pèls blanquinosos i escabres.
Les flors són bisexuades, és a dir, amb androceu i gineceu en la mateixa flor. Aquestes es disposen a l'extrem superior de la tija en cimes unicasials. Són petites i blanquinoses, sostingudes per un calze de 4 a 5 mm, dividit en 5 sèpals. La corol·la, actinomorfa, gairebé no sobresurt del calze i està dividida en 5 pètals. L'androceu consta de 5 estams monadelfs i el gineceu, d'un ovari súper amb 4 carpels (tetracarpel·lar) i amb un estil que finalitza en un estigma bilobulat.
Els fruits es componen de quatre granets ovoides aguts (tetraquenis) de 3 a 4 mm, que quan maduren són d'un color blanc nacrat, durs i de superfície brillant. Són arrodonits per la part dorsal i amb una quilla obtusa per la part ventral. En alguns casos trobem fruits on hi falti algun granet.

## Taxonomia
Aquesta espècie va ser publicada per primer cop l'any 1753 al primer volum de l'obra Species Plantarum del botànic suec Carl von Linné (1707-1778).

### Etimologia
Lithospermum és una paraula grega composta per λίθος (lithos), que significa pedra, i σπέρμα (sperma) que vol dir llavor. Per tant, podem traduir-la com a "llavor de pedra", referint-se a l'aspecte i a la duresa de la seva llavor. Officinale, que esdevé del llatí medieval, significa que té propietats medicinals reconegudes per la farmàcia. Mill del sol prové del llatí milium solis, referint-se a la lluentor dels seus fruits quan són il·luminats per la llum del sol.

### Sinònims
Els següents noms científics són sinònims de Lithospermum officinale:
- Sinònims homotípics

- Margarospermum officinale (L.) Decne.

- Sinònims heterotípics

- Lithospermum erectum Garsault
- Lithospermum majus Gilib.
- Lithospermum ochroleucum Stokes
- Lithospermum officinale var. stewartii Kazmi

## Ecologia
Prefereix les zones humides i assolellades, com són les clarianes de boscos poc densos, els ribassos i els marges dels horts, entre el nivell del mar i els 1800 metres. Floreix des d'abril fins a juliol, segons l'altitud on es trobi.

## Usos
Les llavors seques del mill del sol s'utilitzen tradicionalment per a l'extracció de cossos estranys dels ulls: es col·loca una llavor sota la parpella i en humitejar-se es produeix una capa mucilaginosa a la que queda adherit l'objecte, cosa que facilita i accelera la seva eliminació.
A més, es pot extreure de la rel d'aquesta planta un tint de color púrpura. És preferible agafar-ne les rels durant la primavera.

## Farmacologia
La part utilitzada són les summitats aèries i les llavors.

### Composició química
- Àcids fenilcarboxílics
- Àcids difenòlics, el principal dels quals és el cinàmic
- Flavonoides: rutina i quercetina
- Shikonina.
- Naftoquinones, la principal de les quals és la siconina.
- Glúcids: mucílags
- Àcids orgànics derivats de l'àcid cafeic: litospèrmic, clorogènic i elàgic.
- Sals minerals: potàssiques i àcid silícic.

### Toxicitat i precaucions
S'han de prescriure tractaments curts, ja que en ús prolongat els alcaloides pirrolozidínics són hepatotòxics, carcinogènics i genotòxics. S'ha de tenir en compte el contingut alcohòlic de l'extracte fluid i de la tintura. S'ha d'utilitzar amb precaució en cas d'insuficiència cardíaca degut al seu efecte diürètic, ja que pot produir un desequilibri hidroelèctric que empitjori el quadre. També s'ha de prendre amb precaució en cas de problemes renals perquè la funcionalitat dels ronyons pot veure's encara més afectada.

## Conreu
El mill del sol s'ha de cultivar en un terreny esponjós, molt ben drenat i preferiblement alcalí. Necessita almenys algunes hores del dia de llum solar. La planta pot suportar temperatures mínimes d'alguns graus sota zero; en general, durant la primavera es cultiva a l'aire lliure sense problemes, però si les temperatures mínimes baixen, és aconsellable resguardar-la amb agroteixit. En climes particularment ventosos, s'aconsella assegurar les plantes joves amb pals alts i sòlids per tal d'evitar que el vent pugui arrancar les rels joves.
S'ha de regar només les plantes joves quan el terreny està ben sec d'alguns dies, de norma cada 4 o 5 setmanes. Si el clima és molt càlid es pot regar més sovint. Els exemplars adults poden sobreviure només amb l'aigua de la pluja.
Les plantes s'adoben a principis de la primavera o de la tardor, utilitzant humus o fems. També en aquesta època de l'any, s'aconsella fer un tractament preventiu amb un insecticida d'ampli espectre i amb un fungicida sistemàtic.

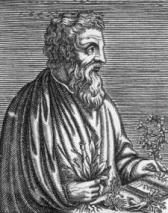
Dioscorides

## Història
El mill del sol és una planta medicinal de la qual ja es coneixien les seves propietats des de l'Antiga Grècia. El reconegut metge, farmacòleg i botànic Dioscòrides Pedaci (40-90 dC) ja va descriure-la a la seva obra “De Materia Medica”, la qual va assolir una àmplia difusió i es va convertir en el principal manual de farmacopea durant tota l'edat mitjana i el Renaixement. Tracta les propietats de la planta amb els següents termes: “La seva llavor, beguda, amb vi blanc, té la força d'esmicolar la pedra i provocar l'orina”.
Arribat el Renaixement, es van revisar les teories, els descobriments i els tractats dels antics grecs. En el camp de la botànica va destacar Andrés de Laguna, metge, farmacòleg, botànic i humanista espanyol (1499-1559), que va treballar en la diferenciació de les espècies del gènere Lithospermum.: “Trobem dues diferents d'ella: una que produeix la tija i les fulles com la canya, i la llavor molt lluent, dura com una pedra, i de la mida d'un cigró [...], de la qual normalment es fan els rosaris; i una altra més humil i petita.”
A finals del segle xviii, una autoritat com Josep Quer i Martínez (1695-1764) encara recomanava les seves llavors en la seva obra “Flora española” amb els següents termes: “la llavor és un poderós diürètic, i anodí molt suau; la recomanen especialment per a excitar l'orina i per a eliminar el càlcul i pedres; neteja perfectament el mucílag viscós dels ronyons, primera matèria i origen del càlcul, i defensa aquestes partes de l'acrimònia de l'orina. S'administra reduïda en pols, en dosis d'una dracma, ajudada de convenient vehicle.” 
Actualment, l'acció farmacològica que més es valora d'aquesta planta és la diürètica, ja que cada cop hi ha fàrmacs més potents que substitueixen les propietats de les plantes medicinals.